# Caloptilia cirrhopis
Caloptilia cirrhopis là một loài bướm đêm thuộc họ Gracillariidae. Nó được tìm thấy ở Tasmania.